# The Capital of Scandinavia
The Capital of Scandinavia (Skandinaviens hovedstad) er navnet på en kontroversiel reklamekampagne, som Stockholms bystyre har iværksat for at markedsføre byen internationalt.
Kampagnen har mødt kritik fra andre skandinaviske hovedstæders turistbureauer, fordi de nordiske hovedstæder tidligere har samarbejdet om at markedsføre Skandinavien som en helhed og de tre hovedstæder benyttede tidligere fælles sloganet The Capitals of Scandinavia.

## Selve kampagnen
Kampagnen baseres på tre påstande:
1. Stockholm er "Skandinaviens naturlige midtpunkt"
2. Stockholm er "Skandinaviens økonomiske centrum"
3. Stockholm er "Skandinaviens toneangivende kulturby"

Kritikken har især rettet sig mod hele ideen om, at Stockholm markedsfører sig som hovedstad for andre skandinaviske hovedstæder uden disses samtykke, men også mod selve påstandenes sandhedsværdi. Informationschef i Wonderful Copenhagen, Mette Dahl-Jensen, udtalte i den forbindelse: "Påstanden er jo faktuel usand. Skandinavien har ikke nogen hovedstad, og på adskillige parametre ligger Stockholm faktisk  dårligere end København. Vi er pikerede over påstanden, for tit står vi jo side om side på messer og repræsenterer Skandinavien sammen".